# Гумар Караш
Гумар Караш, Гумар Карашев (1875, Кыркудык, Жаныбекский район Западно-Казахстанской области — 12 апреля 1921, Кунаншапкан, Жаксыбайский сельский округ, Жаныбекский район Западно-Казахстанской области) — казахский писатель, поэт и публицист, общественный деятель.

## Биография
Происходит из рода ногай-казах. Учился грамоте у аульного муллы. В 1902 году учительствовал в родном ауле. В 1911—1913 годах работал в газете «Казахстан». Под руководством Ш. Бокеева собрал и опубликовал образцы казахского фольклора в сборнике «Шайыр» (1910) и «Көксілдер» (1911). При жизни поэта вышли пять поэтических сборников: « Бала тұлпар» (Уфа, 1911), «Қарлығаш» (Казань, 1911), «Тумыш» (Уфа, 1911), «Аға тұлпар» (Оренбург, 1914), «Тұрымтай» (Уфа 1918) и исследования в 3-х тт. «Ойға келген пікірлерім» (Оренбург, 1910), «Орион» (Уфа, 1911), «Бәдел хажы» (Казань, 1913). В произведениях выразил свои чувства и взгляды на окружающий мир, протест против насилия и зла. Творчество, убеждения и поступки Гумар Караша противоречивы. Сторонник партии «Алаш» и её правительства (сборник стихов «Алаштың азаматтарына»), Гумар Караш выступал против насильственных путей свержения существующего общественного строя («Неден қорқамын»,"Кун туды"), но вскоре включился в борьбу за советизацию аула. Гумар Караш — участник съезда казахов Бокеевской орды в Орде (май 1917) и 2-го Всеказахского съезда в Оренбурге (5-13 декабря 1917 года). Делегат I съезда учителей Бокеевской губернии (24 сентября 1918) и 1-,2-,3-, 4-го съездов (1918—1920) Бокеевских губернских советов. Редактор первого в Казахстане педагогического журнала «Мұгалімге». Просветительские взгляды изложил в труде «Педагогика». В 1920 году руководил отделом Бокеевского губисполкома. Погиб в местечке Кунаншапкан от рук бандитов. Произведения Гумар Караша печатались на казахском языке в школьных учебниках, на русском языке — в сборниках «Антология казахской поэзии» (1958) и «Казахские поэты» (Ленинград, 1978). Стихи и поэмы поэта, его философские размышления, рассказы и статьи вышли в сборнике «Замана» (А., 1994).